# Barrage romain d'Alcantarilla
Le barrage d'Alcantarilla est un barrage-poids romain, en ruine, situé à Mazarambroz, province de Tolède, Castille-La Manche, Espagne, datant du IIe siècle av. J.-C.

## Toponymie
Le toponyme Alcantarilla, d'origine arabe, signifie « une conduite », en espagnol. C'est le diminutif du mot alcántara, de l'arabe al-QanTarah (القنطرة), signifiant « le  pont». Le nom latin de l'ouvrage est inconnu.

## Description
Ce barrage sur le Guajaraz (es), affluent du Tage, est le plus ancien barrage d'Espagne, et peut-être le plus ancien barrage romain connu. Il mesurait 20 m de haut et au moins 550 m de long. Le barrage et le réservoir faisaient partie du système d'approvisionnement en eau de la ville de Toletum (Tolède), située à 15 km au nord. La structure semble avoir été similaire à celle du barrage de Proserpina, près de Mérida, barrage en terre avec un mur de soutènement en pierre. Le mur de soutènement en amont se compose de deux murs de maçonnerie en moellons parallèles d'environ 1 m d'épaisseur, séparés par un espace rempli de béton d'environ 0,6 m de large. Le côté amont du mur était recouvert de blocs de pierre de taille.

## Conservation
La structure est en ruine depuis longtemps. Il y a eu des spéculations selon lesquelles l'ouvrage n'était pas assez solide pour retenir un grand volume d'eau. Il a peut-être cédé dès l'époque romaine. Une autre possibilité est que la maçonnerie se soit effondrée en amont, peut-être par la pression du remblai de terre lorsque l'eau était basse, vu que, contrairement aux barrages ultérieurs, la maçonnerie n'était pas étayée côté amont.
Les vestiges du système romain d'alimentation en eau de Tolède sont en partie protégés par une désignation du patrimoine, en tant que bien d'intérêt culturel (BIC).